# Christian Poltéra
Christian Poltéra is een Zwitserse cellist.

## Biografie
Poltéra werd in 1977 geboren in Zürich. Hij studeerde bij Nancy Chumachenko, Boris Pergamensjikov en vervolgens bij Heinrich Schiff in Salzburg en Wenen. Toen hij zeventien jaar oud was, mocht hij Yo-Yo Ma vervangen tijdens een uitvoering van een concerto van Edward Elgar met het Tonhalle-Orchester Zürich.
Poltéra werkte met dirigenten als Riccardo Chailly, Adam Fischer, Christoph von Dohnányi, Sir John Eliot Gardiner, Bernard Haitink, Heinz Holliger, Leonard Slatkin, Heinrich Schiff, Philippe Herreweghe, Paavo Järvi en Andris Nelsons. Als solist concerteerde hij met het Gewandhausorchester Leipzig, Los Angeles Philharmonic Orchestra, Münchner Philharmoniker, Oslo Filharmoniske Orkester, Bamberger Symphoniker, Orchestra dell'Accademia Nazionale di Santa Cecilia, Chamber Orchestra of Europe, Orchestre de Paris, Deutsche Kammerphilharmonie Bremen en Camerata Salzburg. In 2006 maakte hij z'n Amerikaanse debuut als solist in New York, met het American Symphony Orchestra. Hij was te horen op festivals in Salzburg, Edinburgh, Berlijn, Wenen, Luzern, Lockenhaus en op de Schubertiade Schwarzenberg, de Hollywood Bowl in Los Angeles en de Proms in Londen, waar hij in 2007 zijn debuut maakte met het BBC Symphony Orchestra.
Hij legt zich ook toe op kamermuziek. In dat verband speelde hij met Mitsuko Uchida, Christian Tetzlaff, Thomas Zehetmair, Gidon Kremer, Lars Vogt, Leif Ove Andsnes, Kathryn Stott, Martin Fröst, Leonidas Kavakos en met kwartetten zoals Artemis, Auryn Quartett, Belcea Quartett en Zehetmair Quartet. Sinds 2007 speelt hij in Trio Zimmermann, met violisten Frank Peter Zimmermann en Antoine Tamestit. Met dit trio trad hij in 2008 op in deSingel in Antwerpen en in 2011 en in 2019 stonden ze in Bozar in Brussel. In 2010 stond Poltéra opnieuw in deSingel, deze keer solo, en voerde hij werk uit van Bach, Britten en Dutilleux. In 2019 speelde hij nogmaals in die zaal, als lid van een kwartet met violiste Alina Ibragimova, altviolist Nils Mönkemeyer en pianist William Youn.
Poltéra bespeelt de beroemde cello "Mara" van Antonio Stradivari uit 1711. Hij maakt vaak gebruik van snaren met darmkern en authentieke uitvoeringspraktijken, bijvoorbeeld voor zijn concerten met Concerto Köln en het Orchestre Révolutionnaire et Romantique.
Sinds 2013 is hij artistiek leider van de Kammermusiktage in Bergkirche Büsingen.
Christian Poltéra is docent aan de Musikhochschule van Luzern.
In maart 2021 kreeg hij een speciale vergunning om naar Finland te reizen, ondanks de corona-maatregelen. Daar trad hij op met Sinfonia Lahti en dirigente Anja Bihlmaier.

## Onderscheidingen
- 2004 - Borletti-Buitoni Award[13]
- 2004 - 2006 - New Generation Artists Scheme van BBC Radio 3[14]
- 2006/2007 - Rising Star van Bozar en het Concertgebouw Amsterdam[15]